# چوب‌خزک‌ها
چوب‌خزک‌ها (نام علمی: Dendrocolaptes) نام یک سرده از تیره مرغان تنورساز است.